# 呉双戦
呉 双戦（ご そうせん）は、中華人民共和国の軍人。中国人民武装警察部隊司令員。出身。武警上将。

## 略歴
- 1963年12月、中国人民解放軍に入隊。
- 1965年6月、中国共産党に入党。その後文書、班長、小隊長、参謀、中隊長、連隊作訓股副股長、第63軍作訓処副処長、軍教導大隊大隊長、軍司令部副参謀長、第187師団長を歴任。
- 1985年、第24集団軍副軍長。
- 1987年、国防大学進修系に入校。
- 1990年6月、北京軍区副参謀長。1990年、少将。
- 1993年4月、武警部隊参謀長、
- 1996年2月、武警部隊副司令員兼参謀長。
- 1997年、武警中将。
- 1999年12月、武警部隊司令員に任命。
- 2004年、武警上将に昇進。

中共第十六回中央委員。